# Réalmont
Réalmont – miejscowość i gmina we Francji, w regionie Oksytania, w departamencie Tarn.
Według danych na rok 1990 gminę zamieszkiwało 2631 osób, a gęstość zaludnienia wynosiła 184 osób/km² (wśród 3020 gmin regionu Midi-Pireneje Réalmont plasuje się na 131. miejscu pod względem liczby ludności, natomiast pod względem powierzchni na miejscu 802.).